# Insomniac (Green Day)
Insomniac is het vierde studioalbum van de punkrock-groep Green Day, dat werd uitgebracht in 1995. Het album kreeg tweemaal platina, nochtans kon het album het succes van zijn voorganger, "Dookie", niet evenaren. Het album zou oorspronkelijk "Tight Wad Hill" heten, naar het dertiende nummer.

## Nummers
Alle nummers zijn geschreven door Billie Joe Armstrong (teksten) en Green Day (muziek), behalve waar vermeld.

### Officiële tracks
1. "Armatage Shanks" – 2:17
2. "Brat" – 1:43
3. "Stuck With Me" – 2:16
4. "Geek Stink Breath" – 2:15
5. "No Pride" – 2:20
6. "Bab's Uvula Who?" – 2:07
7. "86" – 2:48
8. "Panic Song" (Billie Joe Armstrong, Mike Dirnt, Green Day) – 3:35
9. "Stuart and the Ave." – 2:04
10. "Brain Stew" – 3:13
11. "Jaded" – 1:31
12. "Westbound Sign" – 2:13
13. "Tight Wad Hill" – 2:01
14. "Walking Contradiction" – 2:31

### Singles
- Geek Stink Breath (1995)
- Stuck With Me (1995)
- Brain Stew/Jaded (1996)
- Walking Contradiction (1996)

### B-kanten
1. I Want to Be on TV. – een cover van de band Fang.
2. Don't Wanna Fall In Love
3. You Lied
4. Do Da Da
5. Good Riddance – de originele versie van het populaire nummer.
6. J.A.R. – gebruikt als soundtrack voor de film Angus